# Thymus incertus
{{#ifeq:0|0|{{#if:|{{#if:Thymusincertus|[[]}}|}}}}
Thymus incertus — вид рослин родини глухокропивові (Lamiaceae), поширений у Киргизстані й Узбекистані.

## Опис
Листки довгасто-ланцетні, коротко черешкові, 7–20 мм, не війчасті, оголені, виразно залозисті. Суцвіття щільне, головчасте; чашечка базально волосата, горішньо оголена.

## Поширення
Поширений у Киргизстані й Узбекистані.